# Tuomarinsaari (ö i Norra Savolax, Inre Savolax)
Tuomarinsaari är en ö i Finland. Den ligger i sjön Kuvansi och i kommunen Suonenjoki i den ekonomiska regionen  Inre Savolax ekonomiska region  och landskapet Norra Savolax, i den centrala delen av landet, 290 km nordost om huvudstaden Helsingfors. Öns area är 0,4 hektar och dess största längd är 120 meter i nord-sydlig riktning.